# Yūta Fujii
Yūta Fujii (jap. 藤井 悠太, Fujii Yūta; * 25. Mai 1991 in Saitama, Präfektur Saitama) ist ein ehemaliger japanischer Fußballspieler.

## Karriere
Yūta Fujii erlernte das Fußballspielen in der Schulmannschaft der Bunan High School sowie in der Universitätsmannschaft der Tōyō-Universität. 2013 wurde er an den Erstligisten Ōmiya Ardija nach Ōmiya-ku ausgeliehen. 2014 wurde er von Ōmiya fest verpflichtet. 2014 musste der Verein als Tabellensechzehnter den Weg in die zweite Liga antreten. Ein Jahr später wurde Ōmiya Ardija Meister der J2 League und stieg direkt wieder in die erste Liga auf. Nach dem Aufstieg verließ er den Verein und schloss sich dem Zweitligisten Yokohama FC aus Yokohama an. 2019 wurde er mit Yokohama Vizemeister und stieg in die erste Liga auf. 2020 unterschrieb er einen Vertrag beim Zweitligisten Avispa Fukuoka in Fukuoka. Ende 2020 feierte er mit Fukuoka die Vizemeisterschaft und den Aufstieg in die erste Liga. Nach dem Aufstieg verließ er den Verein und schloss sich im Januar 2021 dem Zweitligisten Thespakusatsu Gunma an. Hier bestritt er in zwei Spielzeiten 17 Ligaspiele. Nach der Saison 2022 beendete er seine Karriere als Fußballspieler.

## Erfolge
Ōmiya Ardija
- Japanischer Zweitligameister: 2015  ▲

Yokohama FC
- Japanischer Zweitligavizemeister: 2019  ▲

Avispa Fukuoka
- Japanischer Zweitligavizemeister: 2020  ▲